# Chartreuse de Val de Christo
La chartreuse de Val de Christo, Valle de Cristo, Vall de Cristo, Valldecrist, Valldecristo, est un ancien monastère de Chartreux, à Altura, dans la région d'Alto Palancia, Province de Castellón, dans la Communauté Valencienne en Espagne.

## Histoire

### Moyen Âge
La chartreuse est fondée par l’infant Martin, d’abord sous le nom de son père, le roi Pierre IV d'Aragon, puis en son nom propre, quand il est devenu roi, en 1396, dans le Val de Cánava, où le roi achète quelques petites fermes. La charte de fondation date de 1385. Sont considérés comme les fondateurs du monastère, Pierre IV, ses fils Jean d'Aragon et Martin d'Aragon, Maria de Luna et le fils des deux derniers, Martin, roi de Sicile, sont également mentionnés. Malgré tout, celui qui a mis le plus de volonté en tant que bienfaiteur de la nouvelle fondation était Martín I. Une bulle papale de Clément VII confirme la fondation. Les premiers moines viennent de la chartreuse de Scala Dei sous la conduite de Juan ou Joan Berga, premier prieur.
En 1386, la première pierre de l' église Saint-Martín est posée, qui est l'un des rares bâtiments encore préservés et la construction du cloître commence. Les différentes dépendances de la chartreuse sont construites. La même année, Pierre IV d'Aragon, accorde à la chartreuse récemment inaugurée le comté de Jérica, dont la location leur procure un cens annuel considérable.
En 1391, Martin Ier d'Aragon, après sa fondation avec rang royal, lui accorde le droit de patronage sur les villages voisins d'Altura et Alcublas, en plus d'autres lieux et privilèges moins importants. En 1397, Benoît XIII, habitant occasionnellement le monastère, annexe le presbytère de l'église paroissiale de Castellón, malgré les protestations du clergé et des voisins.
En 1399, la construction de l'église principale et du grand cloître commence, également dans le style gothique, comme les précédents bâtiments. La chapelle de Saint-Martin est consacrée en 1401 ; le grand cloître et l’église sont achevés en 1428. Dans le même temps, un autre cloître plus grand et une autre église sont commencés, plus à la hauteur d'un roi.
En 1404, Martín confirme tous les privilèges accordés par son père, son frère, lui-même, avant d'être roi, et son épouse Maria de Luna, rassemblés dans un livre scellé et signé par lui à Valence le 17 mai 1404.
En 1407, Martin Ier d'Aragon et son épouse Maria de Luna accordent à la chartreuse de Vall de Crist d'importantes donations financières et territoriales, soulignant le transfert des revenus de Segorbe et de la Vall de Morería Almonacide. Un autre moyen de recevoir des concessions et des acquisitions est fourni par les legs et l'achat direct de biens immobiliers ou les cens facturés aux villes, aux institutions ou aux particuliers, réalisant ainsi un héritage économique considérable. Ainsi, la ville de Valence, l'évêque et plusieurs habitants de Segorbe, les seigneurs de Gaibiel et Albalat et des villes telles que Jérica, Almazora, Carlet, Vall d'Uixó, Jávea, Moncofar, Oliva, Bétera, Muro, Sollana, Castellnovo, Turís Nules et Manzanera  payent leurs cens. La même année, la chartreuse renonce aux privilèges d'Aragon de se soumet à ceux de la ville de Valence. Le 5 juin 1409, la chartreuse achète à Ferrandis de los Arcos, le raval afin d'intégrer une partie de ses domaines dans l'aljama ou banlieue d'Alto Novo de la ville d'Altura et avec l'intention que la communauté sarrasine ne soit pas laissée pour compte dans sa juridiction. La vente s'élève à trois mille florins d'or d'Aragon.
Au cours des premiers siècles de la chartreuse, l'activité principale est l'élevage. Les chemins, aujourd'hui pratiquement disparus, sont d'une grande importance pour la transhumance, car ils relient les hauts plateaux de Teruel aux vallées de Palancia et de Turia. La chartreuse de Vall de Crist acquiert une grande puissance au cours de ce siècle, en recevant la dîme des villes voisines et en possédant d'innombrables maisons dans des villes dispersées dans toute la région de Valence, d'Altura, Segorbe, Jérica, Valence elle-même, entre autres. Les chartreux construisent les caves dites de  "Las veinticuatro", où ils font du vin. Ils construisent également le four Villa, un four maure situé dans l'actuelle rue Horno à Altura et dans l'actuelle rue la Estrella, le Torcedor, où sont fabriqués des bougies.
Il y avait un atelier de tissage, dirigé par un maure, vendu au vicaire perpétuel d'Altura, le père Jaime, le 21 septembre 1470, qui deviendra plus tard le Batán del trapo. Jaime fait don du moulin à foulon ainsi que d'autres propriétés à la chartreuse de Val de Christo.
Le Batán del trapo est construit au XVIe siècle. C'est l'endroit où la laine est lavée et tissée, il reçoit aussi de la soie fabriquée dans les maisons des Alturanos pour la blanchir et l'envoyer aux manufactures de Valence. Il fonctionne avec de l'eau du Manantial de la Esperanza. Et avec la construction du Molino de los Frailes, l'eau est mieux canalisée. Les tissus vont ensuite à l'atelier de couture de la chartreuse, où ils sont transformés en vêtements et habits monastiques.

### Époque moderne

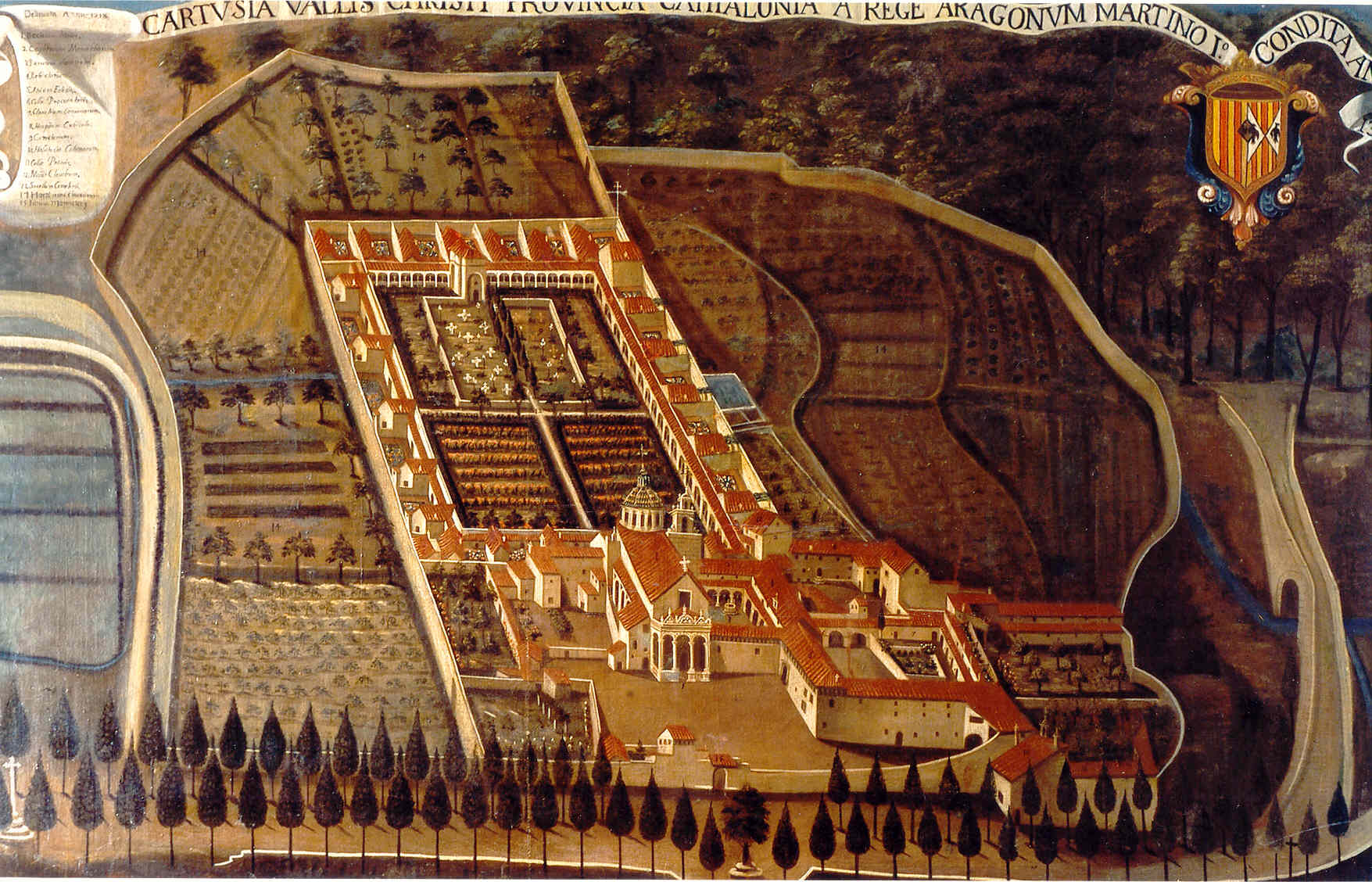
"Carte" (tableau) de la chartreuse de Val de Christ de 1718, Musée de la Grande Chartreuse.

Pendant les deux priorats de Luis Mercader entre 1489 et 1511, les loyers et les immeubles se multiplient.
En 1525, les Maures d'Altura sont expulsés par Vall de Crist, la date exacte apparaît dans une Histoire de Portaceli, « jusqu'à quatre mille se sont retirés dans la Sierra de Espadán ». La même année, le prieur Marqués fait écho de l'expulsion dans son livre de 1525 : « Le monastère jette les Maures de la banlieue et la remplit de chrétiens ». Cet acte marque la fin de la Morería de Altura. Ces familles maures restent dispersées par les populations montagnardes, jusqu'à leur expulsion définitive en 1609.
En 1531, la ville d'Altura construit un réservoir, appelé "Balsa Mayor", cofinancé par la chartreuse de Vall de Crist, qui contribue pour obtenir les droits d'irrigation de leurs biens. Les eaux du Manantial de la Esperanza sont collectées dans cet immense bassin d'irrigation, et utilisées comme source d'énergie dans les moulins du monastère et dans le Batán del trapo; Ces eaux sont ensuite utilisées pour irriguer les vergers qui entourent la ville, élargissant ainsi les terres irriguées.
Très opulente, la maison tente sans succès une fondation au Paraguay en 1564 : Philippe II y fait obstacle.
A environ 150 mètres du Batán, propriété de la chartreuse, les frères construisent un moulin appelé "Molino de los Frailes" pour profiter de la force motrice de la riviére La Esperanza, amenée par un canal attribué aussi aux religieux, bien que probablement d'origine antérieure, et grâce auxquels la population d'Altura bénéficie de l'irrigation de leurs vergers.
En 1683, le moulin à foulon lui-même est progressivement repensé, avec l'approbation de la chartreuse, pour produire du papier brun, en raison des changements qui se produisent progressivement et des différents besoins de l'époque.
L'histoire moderne de la chartreuse est marquée par des abandons et des retours successifs, le premier abandon s'est produit en 1706, pendant la guerre de succession, de peur des représailles que Philippe de Bourbon pourrait prendre contre eux, après la marche à Valence, étant donné que le prieur José Tomás Ferrer a fait obéissance à l'archiduc Charles, les moines quittent le monastère, revenant environ six mois plus tard.
En 1728, une grande restructuration est faite pour fabriquer du papier blanc de qualité dans le Batán del trapo. Fabrique de papier, dont la prospérité leur permettent d'abondantes largesses. Les chartreux payent les travaux pour ouvrir les fossés de Sagonte, et enlevé la digue, construite à grands frais, qui contenait la rivière.
Tout ce boom économique a conduit les chroniques de l'époque à considérer cette chartreuse comme l'une des plus importantes et des plus riches de la péninsule ibérique.

### Époque contemporaine

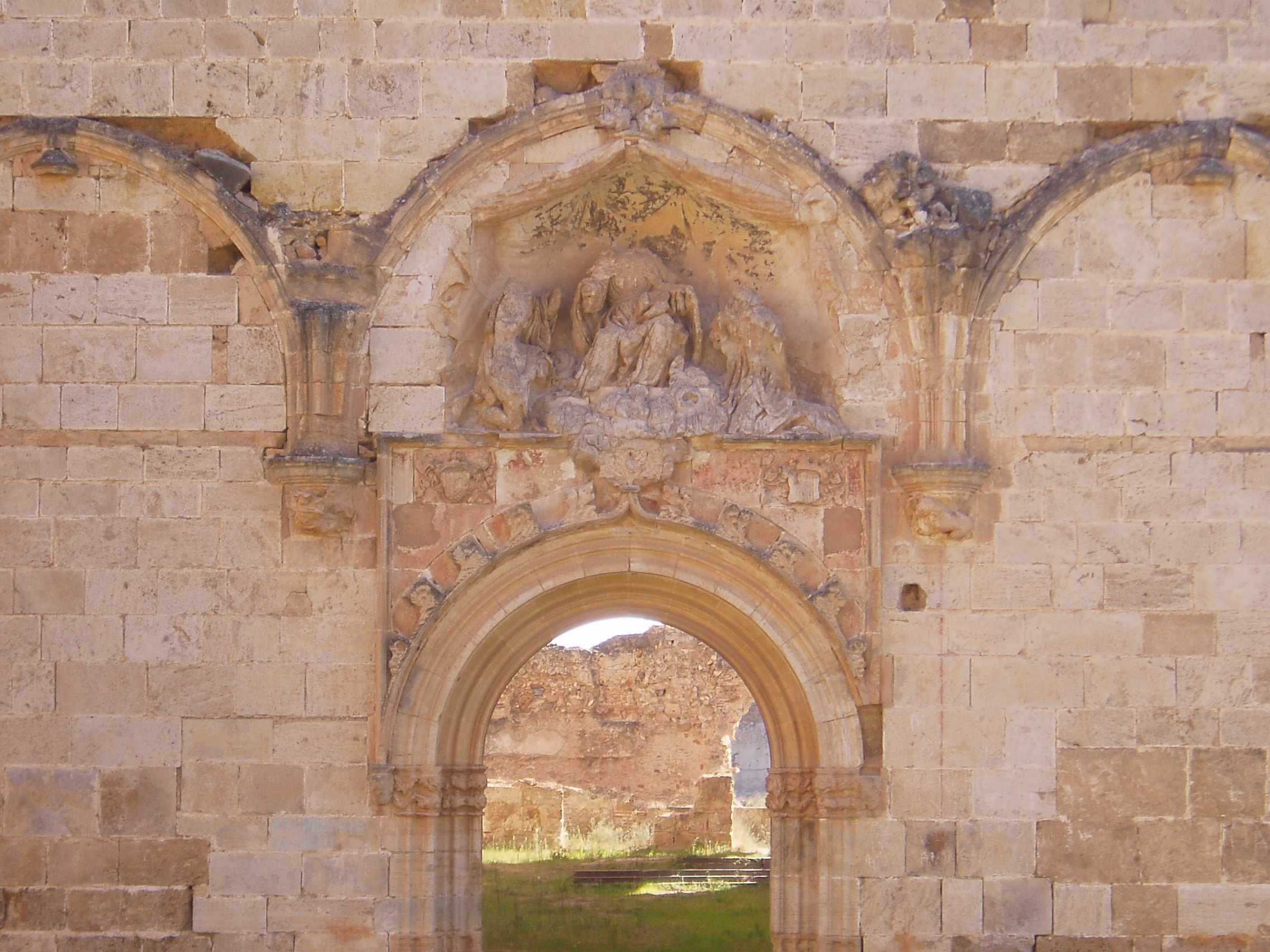
Porte de l'église Notre-Dame des Anges, avec un bas-relief, représentant Saint-Jean-Baptiste, la Vierge à l'enfant et Saint-Bruno

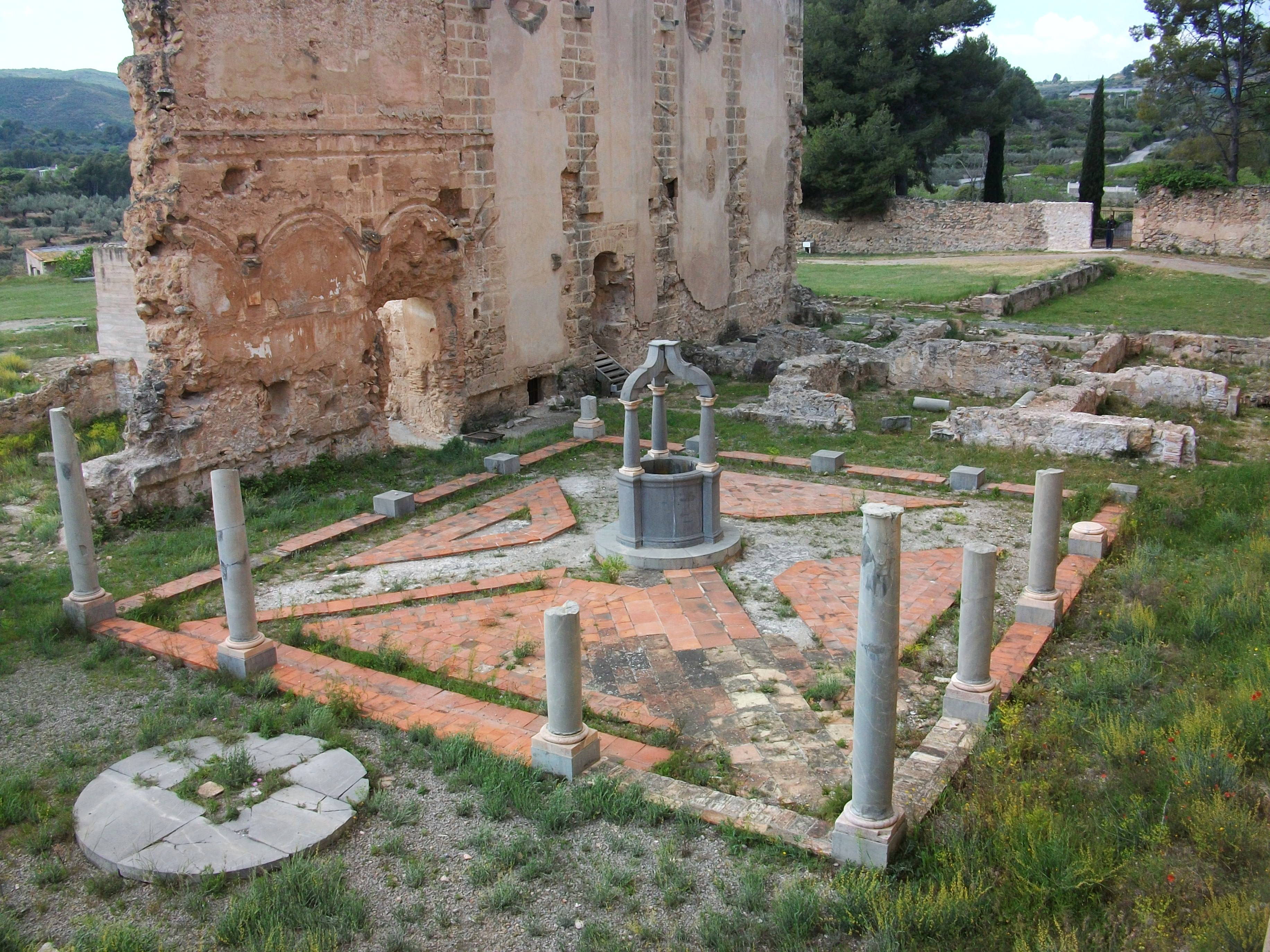
Cloître mineur ou de Saint-Jérôme

La chartreuse est le site de célébrations importantes, mettant en évidence la congrégation nationale des chartreux espagnols en 1785.
Un nouvel abandon se produit entre 1808 et 1815 après l'invasion des troupes napoléoniennes. Elle est supprimée par le régime français en 1810, reconstituée en 1814. Les moines reviennent à la chartreuse avec la restauration de Ferdinand VII. Les événements historiques ont déterminé une autre exclaustration en 1820 pendant le triennat libéral, après quoi, ils reviennent en 1823.
La chartreuse est pillée le 11 janvier 1834 et supprimée l’année suivante avec toutes les maisons religieuses d’Espagne, à cause du désamortissement de Mendizábal qui organise la confiscation des propriétés des congrégations. Le 3 septembre, le prieur reçoit une lettre l'informant de quitter la chartreuse avec moins de douze profès.
En 1835, après l'exclaustration, les terres irriguées qui entourent le couvent, venant de la source d'Esperanza et qui se terminent au réservoir principal, sont à l'origine de différends avec Segorbe, mais Altura peut conserver les eaux de la source.
En raison de la confiscation de Mendizábal, qui a provoqué l'abandon de la chartreuse, elle est aujourd'hui en ruine. Seulement l'église de Saint-Martin et l'église principale sont conservées, dont les trois bas-reliefs sur la porte et les côtés. Le cloître est acquis par la ville de Segorbe au milieu des années 1800, avec lequel une buanderie est construite et est ensuite installée dans le jardin botanique de Carlos Pau Español. Les portes et les retables se trouvent au Musée "La Luz de las Imágenes" situé dans la ville voisine de Segorbe. Le maître-autel est dans l'église Saint-Michel, Archange d'Altura. Le puits d'origine est situé sur l'avenue Agustín Sebastián, avec une copie de l'original dans la chartreuse.
En 2003 est fondée l'Asociación Cultural Cartuja Valldecrist. À partir de ce moment, beaucoup d'argent est investi dans la récupération de l'hôtellerie, ainsi que de l'environnement qui faisait partie de propriétés privées.
Le 29 mars 2005, la construction de l'autoroute démoli une grande partie du Batán del Trapo, laissant une partie de la fondation et une partie de sa structure comme un souvenir pour les générations futures. C'est ainsi que l'un des vestiges, son écu, jusque-là visible et en bon état sur la porte principale, qui le reliait à Vall de Crist est perdu. Il ne reste rien de l'approvisionnement en eau qui l'alimentait, bien qu'il ait été préservé. Le canal d'irrigation qui transportait l'excès d'eau vers le monastère a été très modifié.
Le 12 janvier 2007, le ministère de la Culture, de l'Éducation et des Sports déclare la Chartreuse de Val de Christo monument d'intérêt culturel (BIC).
En 2009, l'Asociación Cultural Cartuja Valldecrist a lancé un projet pour récupérer le chemin qui reliait la Chartreuse de Porta Cœli avec elle. Cet itinéraire est celui qu'en 1546, le Valencien Juan Villuga a parcouru et décrit dans le livre Reportorio de todos los caminos de España... Itinéraire long de 33 kilomètres.
Au cours de la restauration, différentes parties de la chartreuse ont été reconstruites et la statue dédiée à Saint-Bruno, réalisée par le sculpteur valencien José Esteve, a été installée.

## Personnalités liées à Val de Christo

### Prieurs
Le prieur est le supérieur d'une chartreuse, élu par ses comprofès ou désigné par les supérieurs majeurs.
- 1385 : Joan Berga, venant de Portaceli, premier prieur
- 1402 :  Pere Padiolo
- 1417-1421 : Jean Sanche ou Sanz
- 1425-1433 : François Maresmes (ca1377-1463), né à Sagonte, entre en 1402 à la chartreuse de Porta Coeli, prieur en 1414, il participe, en 1418, à l'ambassade pour négocier la réunification à l'ordre des sept chartreuses hispaniques, visiteur de la province de Catalogne, prieur de Val de Christo en 1425, prieur de Grande Chartreuse de 1437 à 1463[5].
- 1435 : Bernat Fornos
- 1489-1491 et 1494-1511 : Luis Mercader Escolano (es) (†1516), né à Sagonte en 1444, docteur in utroque jure, il entre à Val de Cristo en 1468. En 1489, il devient prieur de Porta Cœli et, en 1490, visiteur de Catalogne, élu en 1494 prieur de Val de Cristo. Il est appelé à des négociations avec le Pape, le roi de Hongrie et l’empereur, chargé par Ferdinand V de réformer les religieux. Le roi le soutient contre les censures du chapitre général et le nomme enfin évêque de Tortosa en 1513. Il est grand inquisiteur de Navarre et Aragon, ambassadeur et confesseur du roi Ferdinand le catholique, Ignace de Loyola, le pape Benoît XIII. Il est inhumé dans la crypte de la chapelle Marie-Madeleine de la chartreuse de 1692-1693
- 1561-1564 : François Marqués (1518-1567), né à Segorbe, gradué en philosophie et en théologie de l’université d’Alcalá, prêtre, il entre à la chartreuse de Porta Cœli le 20 mars 1544, élu prieur à l’unanimité en 1554. Absous à son instance, il devient procureur. Élu prieur de Val de Cristo en 1561, il obtient son absolution rapidement et revint à Porta Cœli où il est vicaire pendant deux ans. En avril 1567, il est élu prieur d’Aula Dei.
- 1576-1581 et 1593-1599 : Jean Bellot (†1605), plusieurs fois prêtre à Porta Cœli et Val-de-Christo, commissaire à la fondation de la nouvelle chartreuse à Lisbonne, ami de Lluís Bertran et Nicolau Factor. Joan Bellot, à l'âge de près de soixante-dix ans, est envoyé par le chapitre général de 1591 au Portugal comme prieur de la nouvelle chartreuse Notre-Dame de Scala Coeli d'Évora. L'archevêque de la ville, en raison des magnifiques dot du Père Bellot, lui propose qu'il prenne en charge une nouvelle fondation près de Lisbonne. Il revient à Valence comme prieur de Val-de-Christo.
- 1602-1605 : Jean Valero (†1625), d’une famille noble de Segorbe, gradué des universités de Valence et Salamanque, prêtre, familier de son évêque, il est fait prisonnier des Barbaresques lors d’un voyage à Rome. D’abord ermite près de sa ville natale, il entre à la chartreuse de Val de Cristo le 13 avril 1593. Il y est nommé procureur, puis prieur en 1599 à Scala Dei. De là, il passe prieur de Val de Cristo, en 1602, recteur de Lisbonne en 1605, puis prieur en 1609, prieur de Majorque en 1613, enfin fut à nouveau nommé prieur de Scala Dei en 1621, mais il n’accepte pas.
- 1604 : Louis Mascarell
- ?-1629 : Mathias Ferrer (1551-1629), entre à Val de Christo en 1573, coadjuteur en 1591, vicaire en 1614 et prieur jusqu’à sa mort en 1629.
- 1633-1638 : Enric Tristany
- 1662-1666 : Joaquim Alfaura
- 1670-1673: Diego Rodríguez (†1681), Originaire d’Arica (Ségorbe), après un doctorat en droit canon obtenu aux universités de Salamanque et Huesca, il devient curé de Vello. En novembre 1641, il entre à la chartreuse d’Aula Dei et y fait profession le 27 décembre 1642. Vicaire, il est nommé en 1655 prieur de Scala Dei, d’où il passe en 1659 au priorat de Majorque, en 1664 à celui de Las Fuentes, mais en novembre de la même année il est élu prieur d’Aula Dei. Prieur de Val de Christo en 1670, et à nouveau d’Aula Dei en 1673, convisiteur de Catalogne depuis 1667, il est déposé à sa grande instance en 1678.
- 1675-1680 et 1692-1693 : Gaspar Gil, né à Forcall (Castellon de la Plana), profès de Val de Christo en 1656, vicaire et procureur, puis prieur de Via Cœli en 1674, de Val de Christo en 1675, de Scala Dei en 1680 et de nouveau de Val de Christo en 1692. Il meurt en charge.
- 1703-1712 et 1720 : Josep Tomàs Ferrer
- 1738-1753 : Josep Palomar
- 1788 : Josep Pastor
- 1808 : Lluís Barreda
- 1835 : Bru Rogel

### Autres
En 1410, Boniface Ferrier (1350-1417), né à Valence, frère de Saint Vincent Ferrier, docteur in utroque jure et en théologie, père de famille, il est député aux Cortès de Monzon en 1389, et emprisonné. Veuf, il entre le 21 mars 1396 à la chartreuse de Porta Cœli., prieur en 1400. Il est légat pontifical auprès du roi de France, Charles VI, en 1401 et élu prieur de la Grande Chartreuse en 1402 et prieur général de l'Ordre des chartreux. Il démissionne avec le général urbaniste, Etienne Maconi, en faveur de la réunification de l'ordre en 1410, mais reprend sa charge sur ordre de Benoît XIII, son pouvoir se limite aux maisons d’Espagne. Il arrive à Val de Christo et transforme la chartreuse en un lieu pour la célébration de six chapitres généraux, ainsi qu'un lieu de rencontre pour le conclave de l'engagement de Caspe Il est élu compromissaire pour la réunion à Caspe de 1412. Il a traduit la Bible de Valence (es),. En 1417, Boniface Ferrier est enterré dans le nouveau cimetière situé dans le Grand cloître.